# Ronaldo Deaconu
Ronaldo Octavian Andrei Deaconu (sinh ngày 13 tháng 5 năm 1997) là một cầu thủ bóng đá người România thi đấu ở vị trí tiền vệ cho Concordia Chiajna.

## Ngoài lề
Tên anh là Ronaldo vì bố anh là người hâm mộ cầu thủ bóng đá người Brasil Ronaldo.